# Hermann von Walter
Hans Hermann Eduard von Walter, in russo Герман Эдуардович Вальтер?, German Ėduardovič Val’ter (Ērģeme, 3 novembre 1864 [21 ottobre del calendario giuliano] – Isola Kotel'nyj, 21 dicembre 1901 [3 gennaio 1902]), è stato un medico, batteriologo ed esploratore tedesco.
Partecipò alla spedizione polare russa del 1900-1902 in qualità di medico di bordo. 

## Biografia
Baltico-tedesco, figlio della baronessa Johanna Margaretta Elizabeth von Krüdener e di Johann Eduard Herrman von Walter, era nato nel maniero di Anne presso il villaggio di Ērģeme, vicino alla città di Valka/Valga nel governatorato della Livonia. Negli anni 1883-91 studiò all'università di Tartu, dove conseguì il titolo di dottore in medicina.
Nel 1899 partecipò ad una spedizione scientifica nella regione di Murmansk e nella Novaja Zemlja.
Sulla nave Zarja prese parte alla spedizione polare russa del 1900-1902 di Eduard Gustav von Toll che aveva conosciuto nel 1890 attraverso il suo insegnante Alexander von Middendorf.

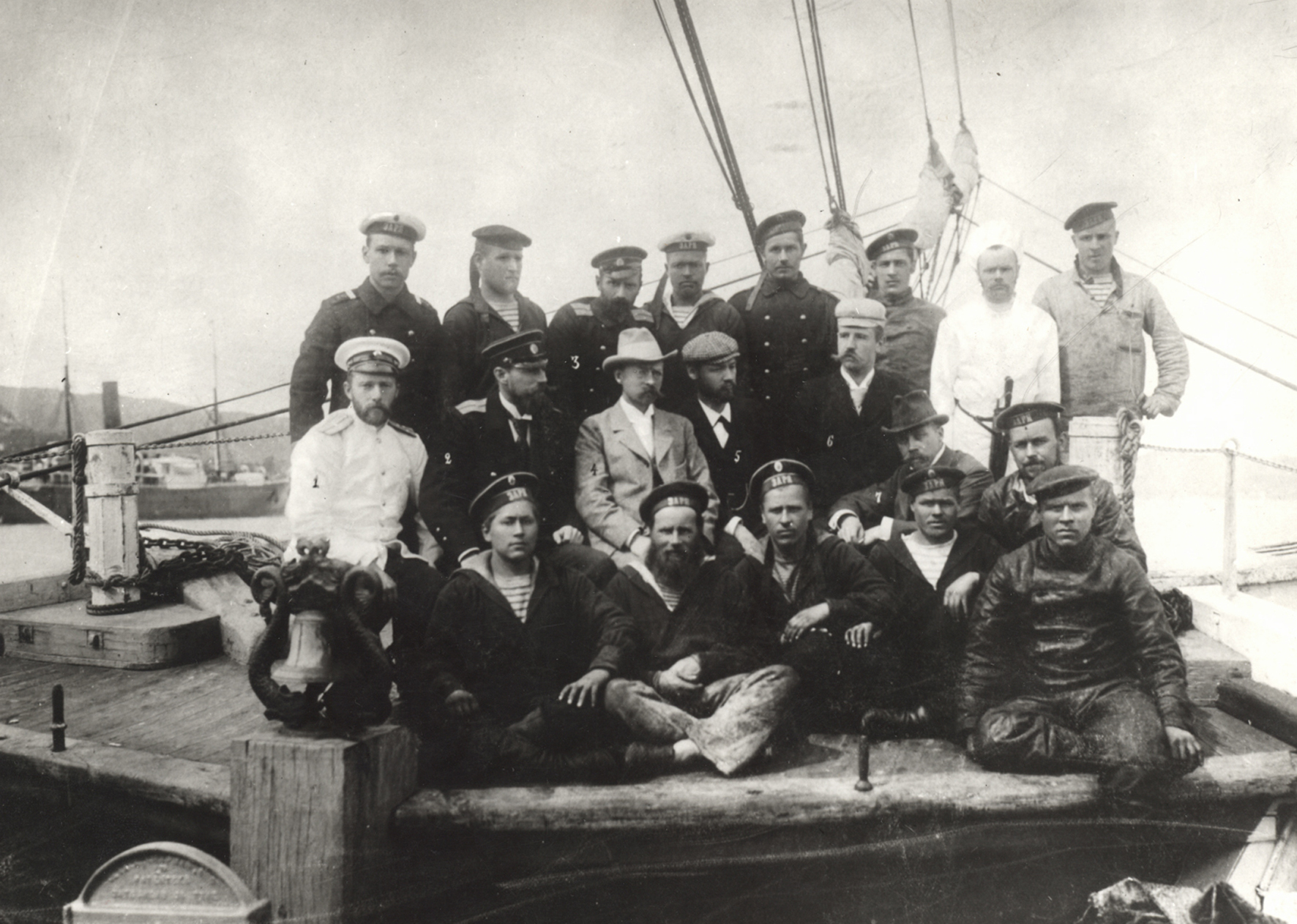
L'equipaggio della Zarja. In seconda fila da sinistra: Kolomeitsev, Matisen, von Toll, von Walter, Seeberg e Bjalynickij-Birulja.

Morì per insufficienza cardiaca sull'isola Kotel'nyj il 21 dicembre del 1901 e fu sepolto a capo Walter. Nel 2011, la tomba, con i suoi resti in condizioni critiche, è stata spostata e ripristinata.

## Luoghi dedicati
- Capo Walter, sull'isola Kotel'nyj, luogo della sua sepoltura, così chiamato da Eduard von Toll nel 1902.[5]
- Baia di Walter, insenatura all'interno del golfo del Tajmyr. Così chiamata da von Toll nel 1901.[6]
- Un altopiano sull'isola Kotel'nyj.[7]